# Zittauer BC
Der Zittauer BC oder Zittauer BK genannt war ein deutscher Fußballverein mit Sitz in Zittau im heutigen Landkreis Görlitz.

## Geschichte

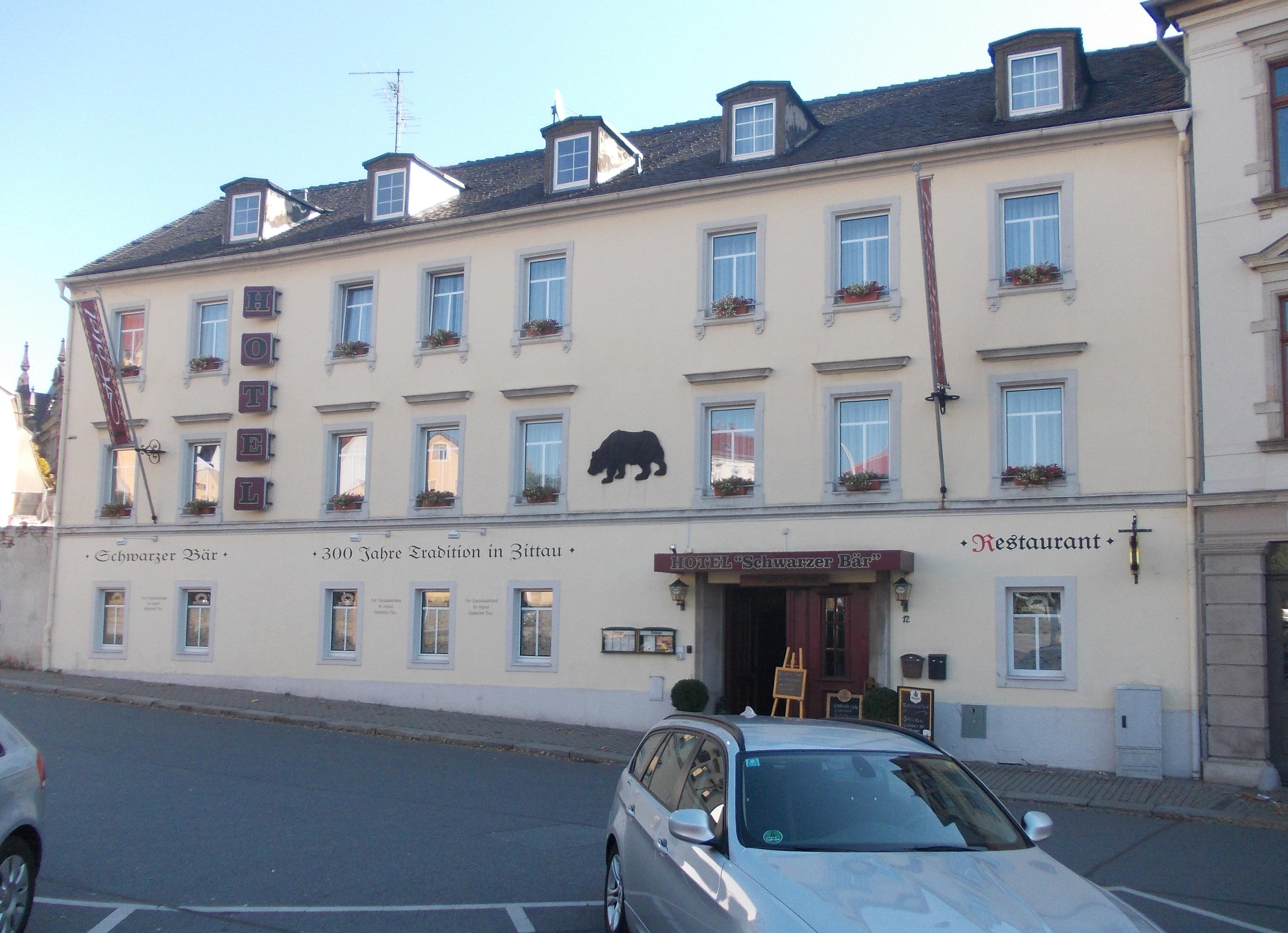
Das ehemalige Vereinslokal „Schwarzer Bär“

Der Verein wurde am 5. August 1909 als Zittauer BC gegründet und gehörte dem Mitteldeutschen Fußball-Verband an. Die Mannschaft trat erstmals in der Saison 1911/12 der Mitteldeutschen Fußballmeisterschaft im Gau Oberlausitz an. In der ersten Saison landete die Mannschaft mit 8:4 Punkten auf dem zweiten Platz der Gruppe. Während der Saison 1912/13 zog sich Zittau bereits am 20. Oktober 1912 zurück. Daraufhin wurde ein erzielter Sieg und eine Niederlage annulliert. Aus der 1909 gegründeten Fußballabteilung des Zittauer BC ging im Jahre 1912 der FC Sportlust Zittau hervor. Am Ende der Saison 1913/14 landete der Verein dann erneut auf dem zweiten Platz. Kriegsbedingt nahm der Verein in der darauffolgenden Saison nicht am Spielbetrieb teil. In der Saison danach fand dann in der Oberlausitz gar kein Spielbetrieb mehr statt. Am Ende der Saison 1916/17, in welcher es wieder zu einem Spielbetrieb kam, landete der Verein ein weiteres Mal auf dem zweiten Platz der Tabelle. Diese Platzierung wiederholte sich dann auch in der Saison 1917/18 wieder. In der darauf dann wieder folgenden Saison gab es in der Oberlausitz erneut kriegsbedingt keinen Spielbetrieb.
In der Saison 1923/24 konnte Zittau dann erstmals Gaumeister werden und nahm damit an der Endrunde um die mitteldeutsche Fußballmeisterschaft teil. In der 1. Runde verlor die Mannschaft aber dann auch schon mit 0:4 gegen den SV Brandenburg Dresden. In der darauf folgenden Saison wurde der Verein dann wieder Gaumeister scheiterte dann aber erneut in der 1. Runde. Dieses Mal gegen Guts Muts Dresden mit 1:9. Nach der Saison 1925/26 reichte es am Ende mit 12:16 Punkten nur noch für den sechsten Platz auf der Tabelle. Am Ende der Saison 1926/27 wurde die Mannschaft dann wieder einmal Gaumeister, scheiterte dann aber wieder einmal in der 1. Vorrunde am Riesaer SV mit 4:0. Die nächste Saison verlief dabei ähnlich, ebenfalls wurde die Mannschaft wieder Gaumeister und scheiterte in der ersten 1. Vorrunde am Dresdner SC mit 9:4. Nach der Saison 1928/29 ging es dann in der Endrunde gegen den FC Sportfreunde Leipzig, dieses Spiel wurde dann mit 0:5 verloren. Wiederum nach der Saison 1929/30 gab es eine 2:5-Niederlage gegen den SV Sturm Chemnitz. Bedingt durch den vierten Platz, konnte sich Zittau dann nach der Saison 1930/31 nicht erneut für die Endrunde qualifizieren. In der darauf folgenden Saison 1931/32 war dann zumindest mit 24:12 Punkten der dritte Platz drin. Mit 20:16 Punkten schloss die Mannschaft dann auf dem vierten Platz ab.
Nach dieser Saison wurde der Verband Mitteldeutscher Ballspiel-Vereine (VMBV) als Austräger der Meisterschaft aufgelöst und alle Vereine aus der Oberlausitz in den Fußballgau Sachsen eingegliedert. Der Zittauer BC stieg danach aber nie mehr in die erste Liga auf. 1945 wurde der bisherige Sportverein auf Betreiben der sowjetischen Besatzungsmacht aufgelöst.

## Nachfolgevereine
Als 1945 die bisherigen Sportvereine ausnahmslos verboten wurden, trat das Fußballteam der SG Zittau die Quasi-Nachfolge von ZBK 09 an. Entsprechend führt der heutige VfB den ZBK 09 sowie Sportlust auf seiner Homepage im Vereinsstammbaum mit auf. 